# Маргарета Вард
Света Маргарета Вард (1500/1510 - 1588) била је енглеска мученица из 16. века. Католичка црква прогласила ју је светом. Једна је од Четрдесет мученица Енглеске и Велса. 

## Биографија
Маргарита Вард рођена је у Чеширу 1500-тих година. Потицала је из угледне енглеске породице. Живела је у 16. веку у Лондону. Последње године живота провела је радећи у кући госпође Витал. Протестантски ратови вођени почетком новог века погодили су и Енглеску. Жртва верских прогона био је и свештеник Вилијам Ватсон. Сазнавши за муке којима је у затвору био изложен, Маргарета је свештеника свакодневно посећивала. Покушала је да Вилијаму помогне да се спаси из затвора дотуривши му уже којим је требало да се спусти низ затворенички прозор. Намера им је успела, Вилијам је побегао из затвора, али је на прозору остало да виси уже. Тамничари су одмах посумњали на Маргарету која га је свакодневно посећивала у манастиру. Тако је Маргарета доспела у тамницу. Након неколико дана проведених у тамници, Маргарету су извели пред судију коме је храбро признала да је Вилијаму помогла да се спаси. Одлучно је одбила да открије склониште свештеника. Маргарети је обећано помиловање уколико замоли краљицу Елизабету за опроштај и обећа да ће ићи на новотарска калвинистичка богослужења. Маргарета је изјавила да од Елизабете неће тражити опроштај јер сматра да јој је савест чиста и да за то мена разлога. Дана 30. августа 1588. године Маргарета је погубљена. 

## Канонизација
Маргарету је канонизовао папа Павле VΙ 25. октобра 1970. године прогласивши је једном од Четрдесет мученица Енглеске и Велса. Католичка црква обележава је 4. маја заједно са осталим енглеским мученицима. Енглеска црква обележава је 30. августа. 